# Synagogue de Trets
La synagogue de Trets est une maison monumentale située rue Paul Bert, dans le centre historique de la ville de Trets (Bouches-du-Rhône). Il est acquis qu'une importante communauté juive était présente au XIIe siècle. L'existence à cette époque d'une synagogue est donc une certitude. Les anciens désignaient ce bâtiment comme « la synagogue » plus par tradition que par certitude historique. Une importante campagne de fouille effectuée par l'Inrap en 2009 n'a pas permis de l'affirmer ni de l'infirmer : « En ce qui concerne la présence d’éléments liés à la religion juive, on a des pistes qu’on va continuer à explorer, mais il est bien trop tôt pour conclure » .

## Histoire

### De la communauté juive de Trets
- En 1182, les juifs sont expulsés du royaume de France par Philippe-Auguste. Philippe-Auguste « inaugure » alors un modèle d'expulsion-spoliation des Juifs qui va se répéter à de nombreuses reprises dans l'histoire. Les Juifs émigrent au plus près, hors du domaine royal, en Champagne , en Bourgogne, et donc en Provence. Dans le quartier de la maison étudiée, on trouve une acte datant de 1326 parlant d'une « carrera judaica » ou « carrera juzicaire » ou « carrera judéa », autrement dit une « rue des juifs ».
- La communauté juive a été expulsée de Trets vers la fin du XVe siècle.

### Du bâtiment
Le bâtiment semble dater plutôt du XIIIe siècle. Il est situé dans l'ancien quartier juif, l'actuelle rue Paul Bert, En revanche l'« identification de l'actuelle rue Paul-Bert à la carriera judaica médiévale ne fait aucun doute ». Toutefois, rien ne prouve l'utilisation de ce bâtiment comme une synagogue. Le ministère de la culture le qualifie de « maison de notable » mais rapporte toutefois qu'un acte notarié de 1493 mentionne la vente d'une synagogue sans toutefois préciser sa localisation.     
La maison a subi quatre phases principales de modification :
- XIIIe siècle : Construction du bâtiment.
- XVe siècle et XVIe siècle : en 1493, le bâtiment est vendu à un chrétien par des juifs. L'acte de vente[5] mentionne que l'un des vendeurs est Ysac Ysrel Bellaut, un descendant de Salomon Bellaut, un érudit possédant une grande bibliothèque. L'autre vendeur est Massip Atar, médecin juif et futur néophyte pour éviter l'expulsion[6].

Il s’opère alors de nombreuses transformations : ajout d'un étage supplémentaire et de nouveaux murs créés pour scinder les grands espaces sans doute devenus inutiles. « Ces transformations semblent correspondre à un changement de statut de la maison qui devient essentiellement résidentiel. Cette modification pourrait correspondre à la date de mise en vente de la synagogue et au départ des juifs de Trets ».
- Époque moderne : Les fenêtres à meneaux sont remplacées par des fenêtres sans remplage.
- Époque contemporaine : Le bâtiment sert d'habitation jusqu'au début des années 2000. Des enduits et papiers peints récents sont posés. Des nouvelles cloisons en brique scindent encore les espaces.